# Fieffes-Montrelet
Fieffes-Montrelet est une commune française située dans le département de la Somme, en région Hauts-de-France.

## Géographie

### Localisation
Fieffes-Montrelet est un village picard de l'Amiénois.
À vol d'oiseau, la localité est située à 7 km au sud-est de Bernaville, 8 km à l'est de Domart-en-Ponthieu, 11 km au sud-ouest de Doullens, 22 km au nord-ouest d'Amiens, 29 km à l'est d'Abbeville et à 45 km au sud-ouest d'Arras.
Le territoire de la commune est limitrophe de ceux de sept communes.
Les communes limitrophes sont  Berneuil, Bonneville, Canaples, Candas, Fienvillers, Gorges et Pernois.

### Hydrographie

#### Réseau hydrographique
La commune est située dans le bassin Artois-Picardie. Elle est drainée par la Fieffe.

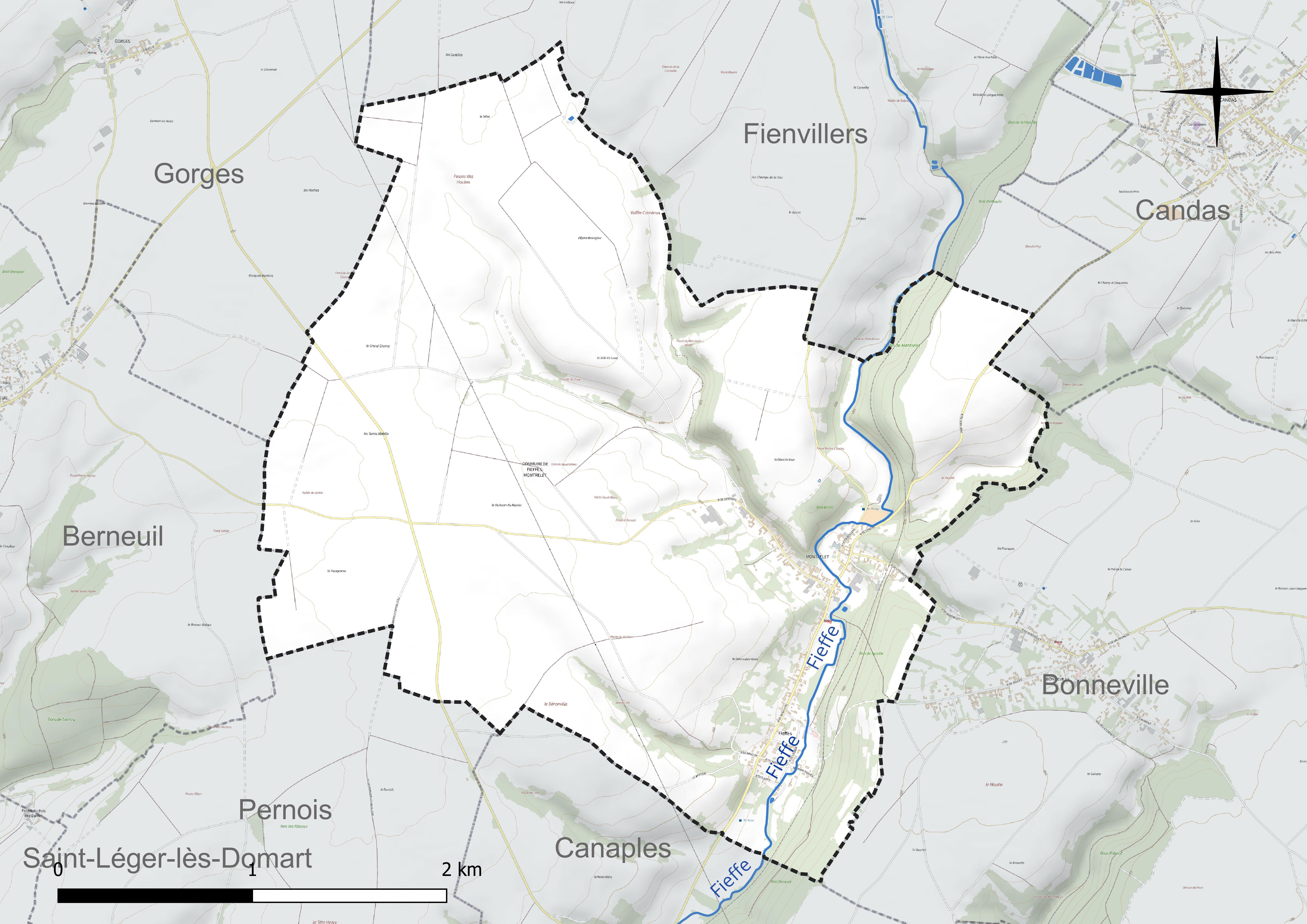
Réseau hydrographique de Fieffes-Montrelet.

#### Gestion et qualité des eaux
Le territoire communal est couvert par le schéma d'aménagement et de gestion des eaux (SAGE) « Somme aval et Cours d'eau côtiers ». Ce document de planification concerne un territoire de 1 835 km2 de superficie, délimité par le bassin versant de la Somme canalisée. Le périmètre a été arrêté le 29 avril 2010 et le SAGE proprement dit a été approuvé le 6 août 2019. La structure porteuse de l'élaboration et de la mise en œuvre est le syndicat mixte d'aménagement hydraulique du bassin versant de la Somme (AMEVA).
La qualité des cours d'eau peut être consultée sur un site dédié géré par les agences de l'eau et l'Agence française pour la biodiversité.

### Climat
Pour des articles plus généraux, voir Climat des Hauts-de-France et Climat de la Somme.
En 2010, le climat de la commune est de type climat des marges montargnardes, selon une étude du CNRS s'appuyant sur une série de données couvrant la période 1971-2000. En 2020, Météo-France publie une typologie des climats de la France métropolitaine dans laquelle la commune est exposée à un climat océanique et est dans la région climatique Côtes de la Manche orientale, caractérisée par un faible ensoleillement (1 550 h/an) ; forte humidité de l'air (plus de 20 h/jour avec humidité relative > 80 % en hiver), vents forts fréquents.
Pour la période 1971-2000, la température annuelle moyenne est de 10,1 °C, avec une amplitude thermique annuelle de 14,1 °C. Le cumul annuel moyen de précipitations est de 821 mm, avec 12,6 jours de précipitations en janvier et 9,1 jours en juillet. Pour la période 1991-2020, la température moyenne annuelle observée sur la station météorologique la plus proche, située sur la commune de Bernaville à 7 km à vol d'oiseau, est de 10,4 °C et le cumul annuel moyen de précipitations est de 877,3 mm,. Pour l'avenir, les paramètres climatiques de la commune estimés pour 2050 selon différents scénarios d'émission de gaz à effet de serre sont consultables sur un site dédié publié par Météo-France en novembre 2022.

## Urbanisme

### Typologie
Au 1er janvier 2024, Fieffes-Montrelet est catégorisée commune rurale à habitat dispersé, selon la nouvelle grille communale de densité à sept niveaux définie par l'Insee en 2022.
Elle est située hors unité urbaine. Par ailleurs la commune fait partie de l'aire d'attraction d'Amiens, dont elle est une commune de la couronne,. Cette aire, qui regroupe 369 communes, est catégorisée dans les aires de 200 000 à moins de 700 000 habitants,.

### Occupation des sols
L'occupation des sols de la commune, telle qu'elle ressort de la base de données européenne d'occupation biophysique des sols Corine Land Cover (CLC), est marquée par l'importance des territoires agricoles (82,3 % en 2018), une proportion identique à celle de 1990 (82,3 %). La répartition détaillée en 2018 est la suivante : 
terres arables (75,9 %), forêts (12,5 %), zones urbanisées (5,3 %), zones agricoles hétérogènes (5 %), prairies (1,4 %). L'évolution de l'occupation des sols de la commune et de ses infrastructures peut être observée sur les différentes représentations cartographiques du territoire : la carte de Cassini (XVIIIe siècle), la carte d'état-major (1820-1866) et les cartes ou photos aériennes de l'IGN pour la période actuelle (1950 à aujourd'hui).

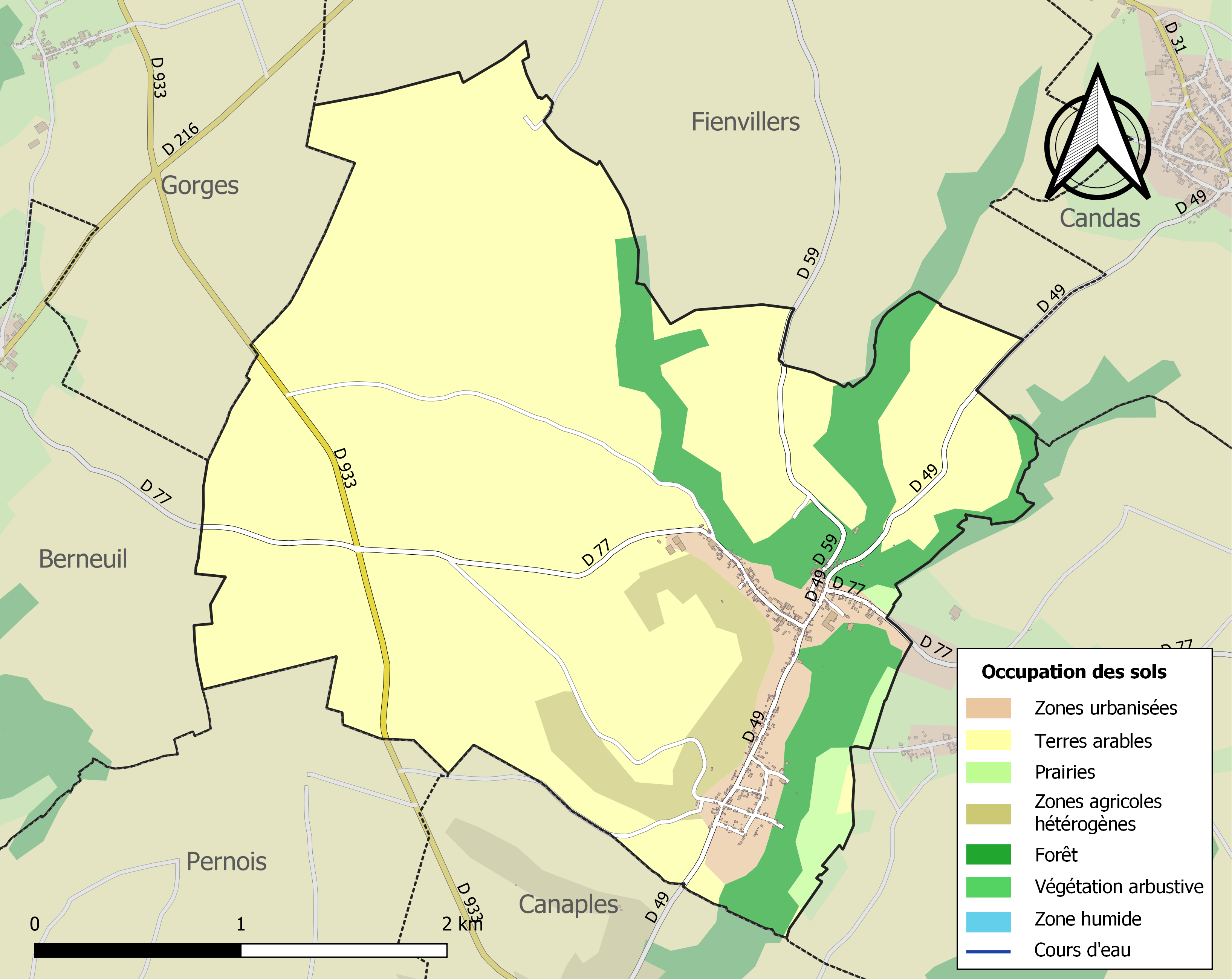
Carte des infrastructures et de l'occupation des sols de la commune en 2018 (CLC).

### Voies de communication et transports
La localité est desservie par la ligne d'autocars no 24 (Doullens - Domart-en-Ponthieu) du réseau inter-urbain Trans'80, Hauts-de-France, tous les jours sauf le dimanche et les jours fériés, la ligne no 25, le jeudi, jour de marché à Doullens et la ligne no 57 qui mène à Amiens.

## Toponymie
Le nom de la localité est attesté sous les formes Ficca en 660 ; Fefie en 1140 ; Fifes en 1144 ; Fiefes en 1144 ; Fifie en 1146 ; Fieffes en 1202 ; Fiffæ — Fiffiæ en 1204-1206 ; Feifes en 1210 ; Fieffe en 1301 ; Leff en 1579 ; Fresses en 1648 ; Fiefe en 1710 ; Fief en 1781 ; Fiesses en 1784.
Monstrelet en 1118 ; Mosterlet, Mostrelet en 1171 ; Monsterlet en 1176 ; Monstellet en 1232 ; Montrelais et Monterelaxum en 1299 ; Monstrellet en 1470 ; Monstrelet-lez-Fieffes en 1507 ; Monterles en 1579 ; Monterlet en 1638 ; Montrelet en 1664 ; Montrelay en 1696 ; Montrelez en 1710.

De l'oïl monstier « monastère , église et double suffixe -ell -en « très petit monastère », ce n'est qu'une hypothèse.

## Histoire
Le village a abrité une commanderie hospitalière à partir du XIIe siècle.
En 1975, les deux communes de Fieffes et de Montrelet sont réunies pour constituer administrativement une seule et même commune.

## Politique et administration
| Période                                  | Période                      | Identité      | Étiquette | Qualité                         |
| ---------------------------------------- | ---------------------------- | ------------- | --------- | ------------------------------- |
| Les données manquantes sont à compléter. |                              |               |           |                                 |
|                                          |                              |               |           |                                 |
| 1937                                     | 1947                         | Jules Pruvost |           |                                 |
| 1947                                     | 1967                         | Pierre Varlet |           |                                 |
| 1967                                     | 1995                         | Jean Dauphin  |           |                                 |
| 1995                                     | 2001                         | Paul Eletuffe |           |                                 |
| mars 2001                                | 2008                         | Pierre Danvin |           |                                 |
| mars 2008                                | En cours (au 8 octobre 2020) | Xavier Varlet |           | Réélu pour le mandat 2014-2020, |

## Population et société

### Démographie
L'évolution du nombre d'habitants est connue à travers les recensements de la population effectués dans la commune depuis 1793. Pour les communes de moins de 10 000 habitants, une enquête de recensement portant sur toute la population est réalisée tous les cinq ans, les populations de référence des années intermédiaires étant quant à elles estimées par interpolation ou extrapolation. Pour la commune, le premier recensement exhaustif entrant dans le cadre du nouveau dispositif a été réalisé en 2004.

En 2022, la commune comptait 346 habitants, en évolution de +8,13 % par rapport à 2016 (Somme : −1,26 %, France hors Mayotte : +2,11 %).
| 1793 | 1800 | 1806 | 1821 | 1831 | 1836 | 1841 | 1846 | 1851 |
| ---- | ---- | ---- | ---- | ---- | ---- | ---- | ---- | ---- |
| 315  | 326  | 345  | 366  | 398  | 392  | 407  | 414  | 403  |

| 1856 | 1861 | 1866 | 1872 | 1876 | 1881 | 1886 | 1891 | 1896 |
| ---- | ---- | ---- | ---- | ---- | ---- | ---- | ---- | ---- |
| 420  | 431  | 427  | 438  | 427  | 396  | 334  | 340  | 343  |

| 1901 | 1906 | 1911 | 1921 | 1926 | 1931 | 1936 | 1946 | 1954 |
| ---- | ---- | ---- | ---- | ---- | ---- | ---- | ---- | ---- |
| 318  | 309  | 290  | 247  | 221  | 232  | 219  | 198  | 181  |

| 1962 | 1968 | 1975 | 1982 | 1990 | 1999 | 2004 | 2006 | 2009 |
| ---- | ---- | ---- | ---- | ---- | ---- | ---- | ---- | ---- |
| 179  | 157  | 274  | 279  | 291  | 299  | 304  | 311  | 330  |

| 2014 | 2019 | 2022 | - | - | - | - | - | - |
| ---- | ---- | ---- | - | - | - | - | - | - |
| 325  | 341  | 346  | - | - | - | - | - | - |

## Vie locale

### Sports
Le football peut être pratiqué au sein de l'Association Bonneville - Candas - Fienvillers - Fieffes-Montrelet (ABC2F) qui évolue sur le terrain de football de Candas. Un pôle d'accueil communal est inauguré en 2019. 
Une salle permet l'utilisation par les associations locales.

## Culture locale et patrimoine

### Lieux et monuments

#### Église de Fieffes

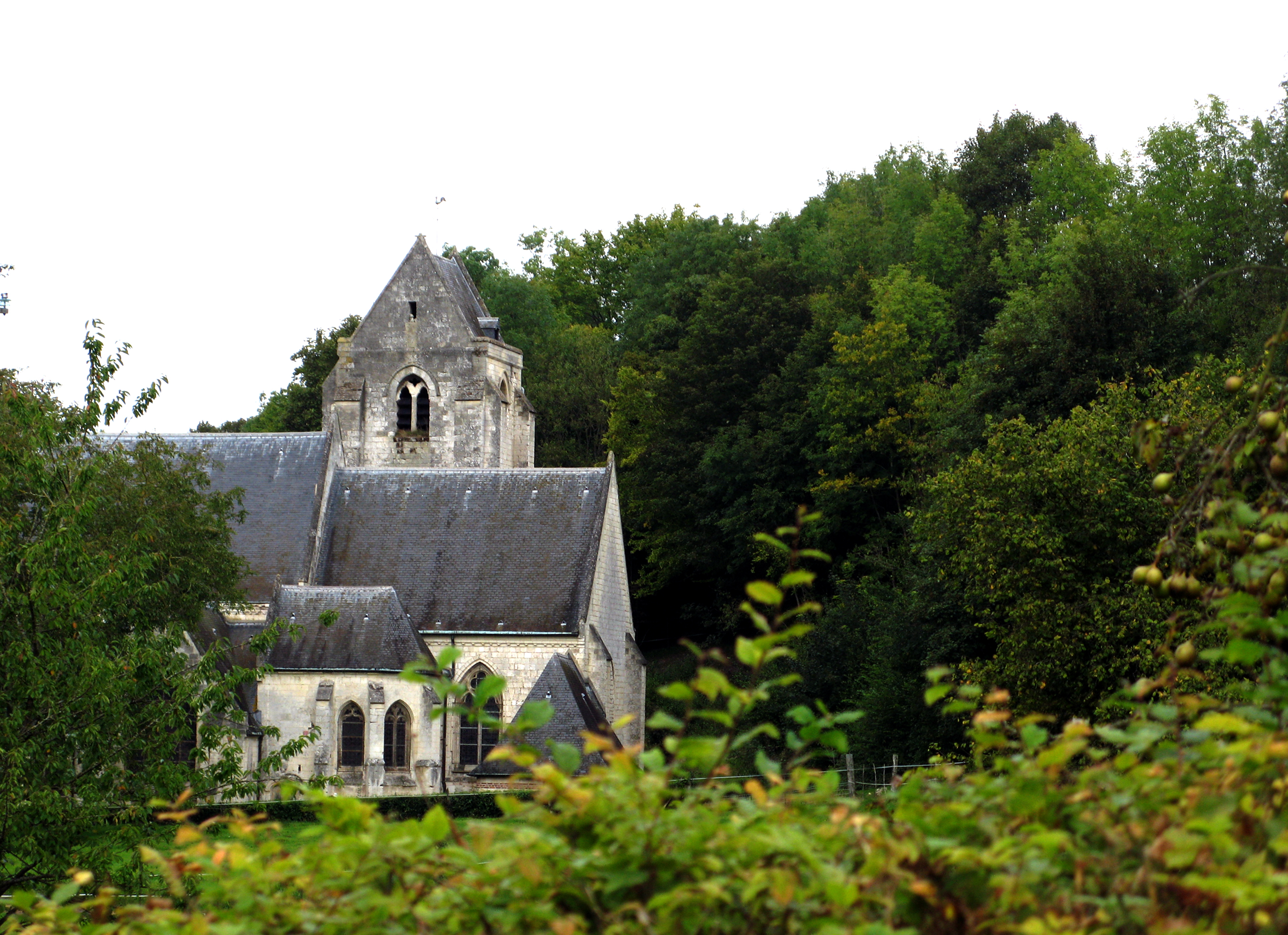
Le clocher en bâtière aperçu depuis le sentier longeant les prés, au pied de la pente boisée de la vallée.

L'église Saint-Pierre est une église romane, dernier témoin d'une commanderie hospitalière de l'ordre de Malte. Classée en 1921, son état nécessitait une profonde restauration qui s'est achevée le 14 octobre 2007. L'évêque d'Amiens, monseigneur Jean-Luc Bouilleret a béni l'autel restauré.
Extérieur :

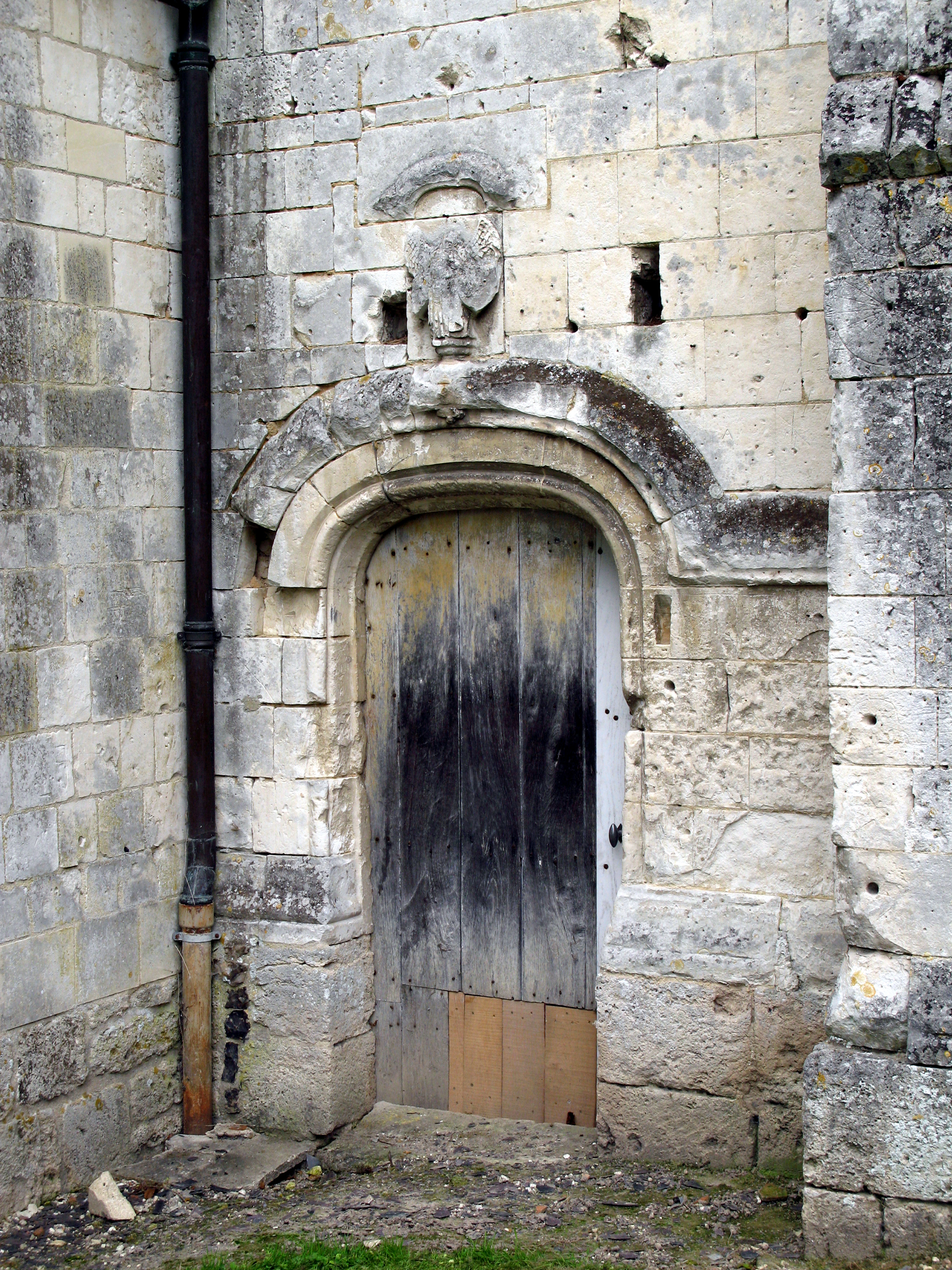
Porte de la façade sud.

entourée encore de son cimetière, à l'ouest et au sud, l'église Saint-Pierre est bâtie à la limite du village, juste au-delà de la petite rivière que l'on franchit par un petit pont. Son clocher en bâtière se dresse contre la façade nord. Son aspect trapu est renforcé par la hauteur de ses contreforts d'angles qui montent jusqu'au toit.
L'église accueille des expositions d'art contemporain (rétrospective Alain Mongrenier en 2010).

#### Église Sainte-Marie-Madeleine de Montrelet

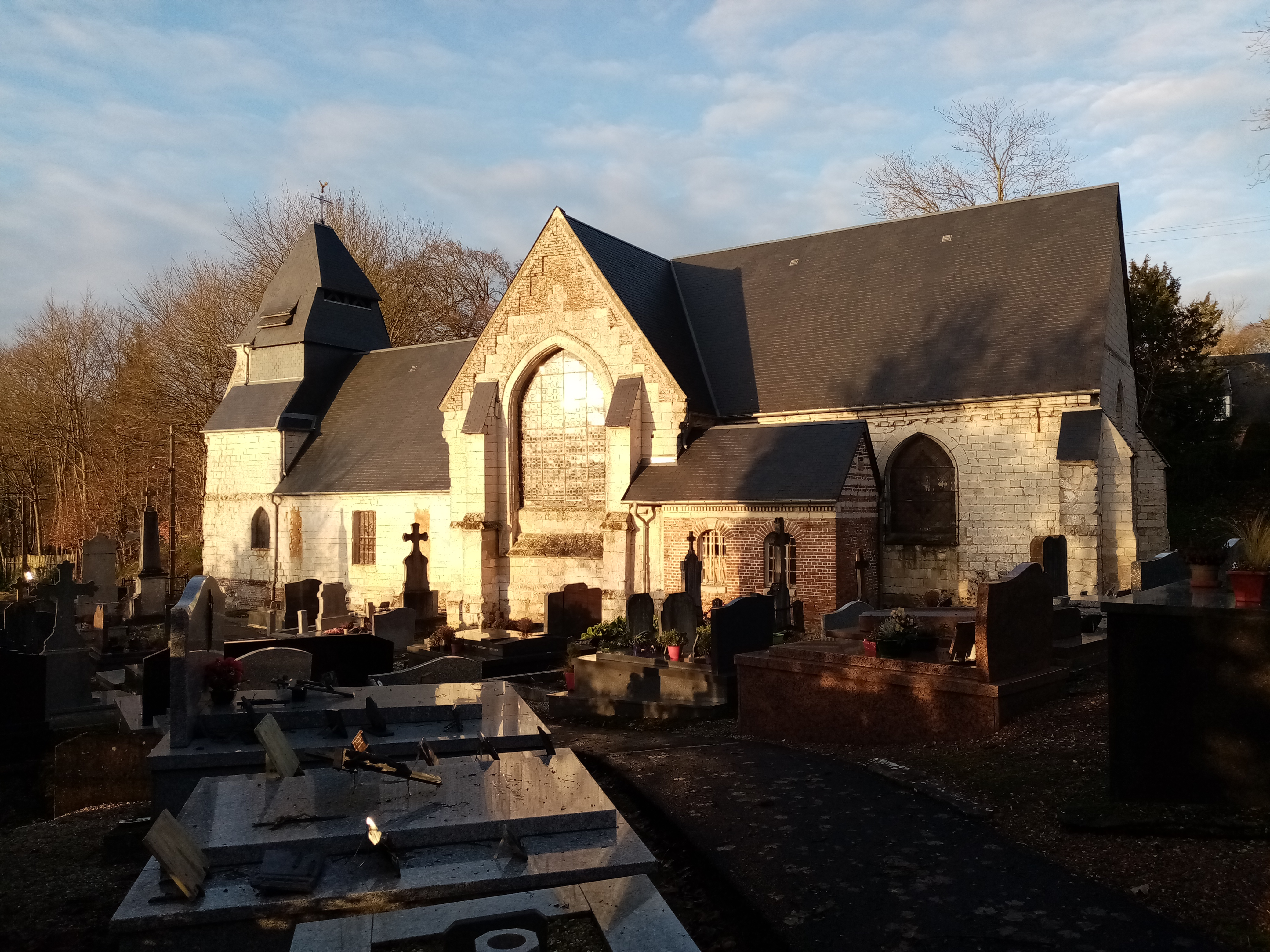
L'église de Montrelet.

Si l'édifice est, comme celui de Fieffes, encore entouré des tombes du cimetière, il s'en distingue par son éloignement de la rivière et par sa position en hauteur.

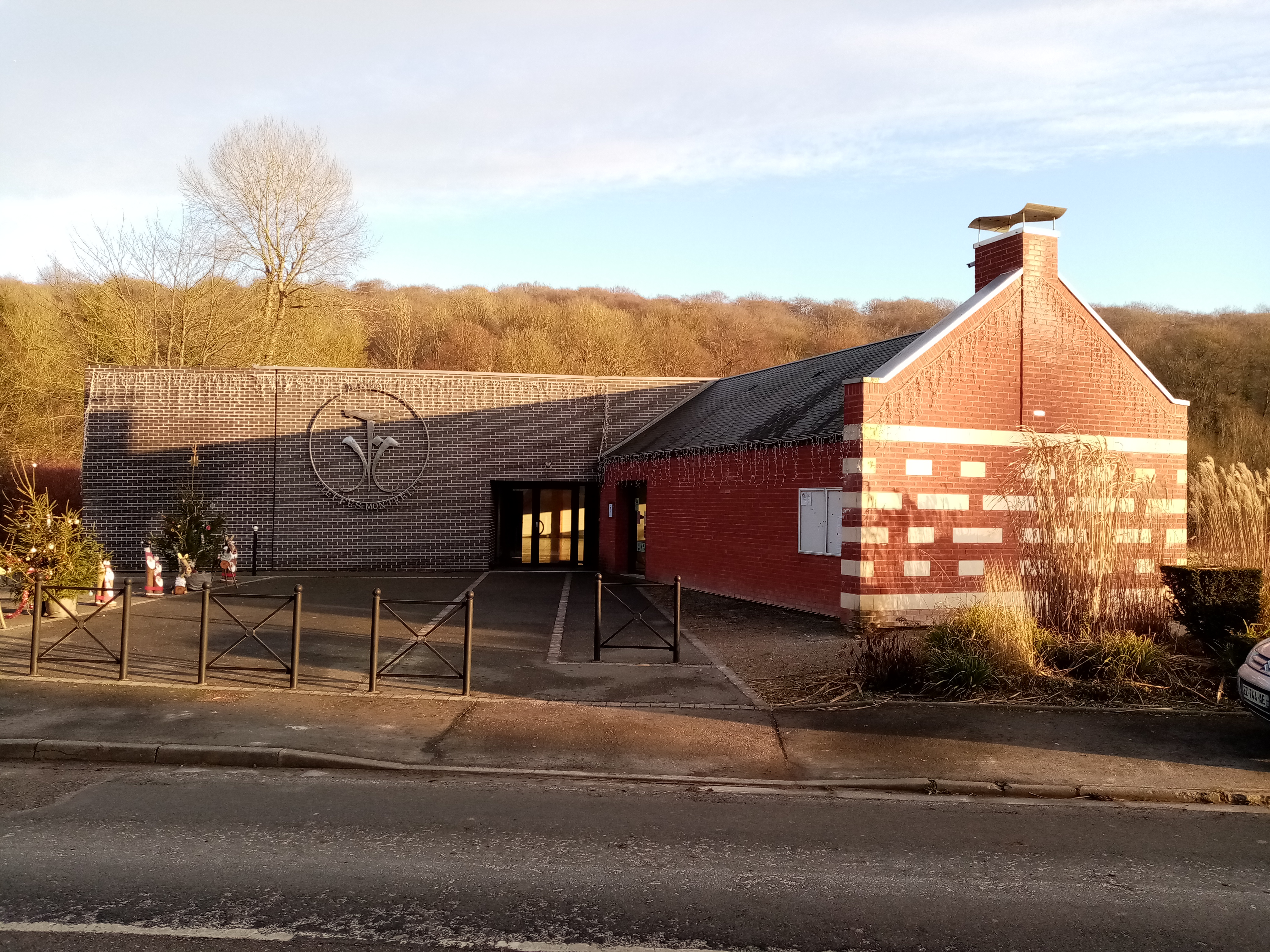
La salle communale.
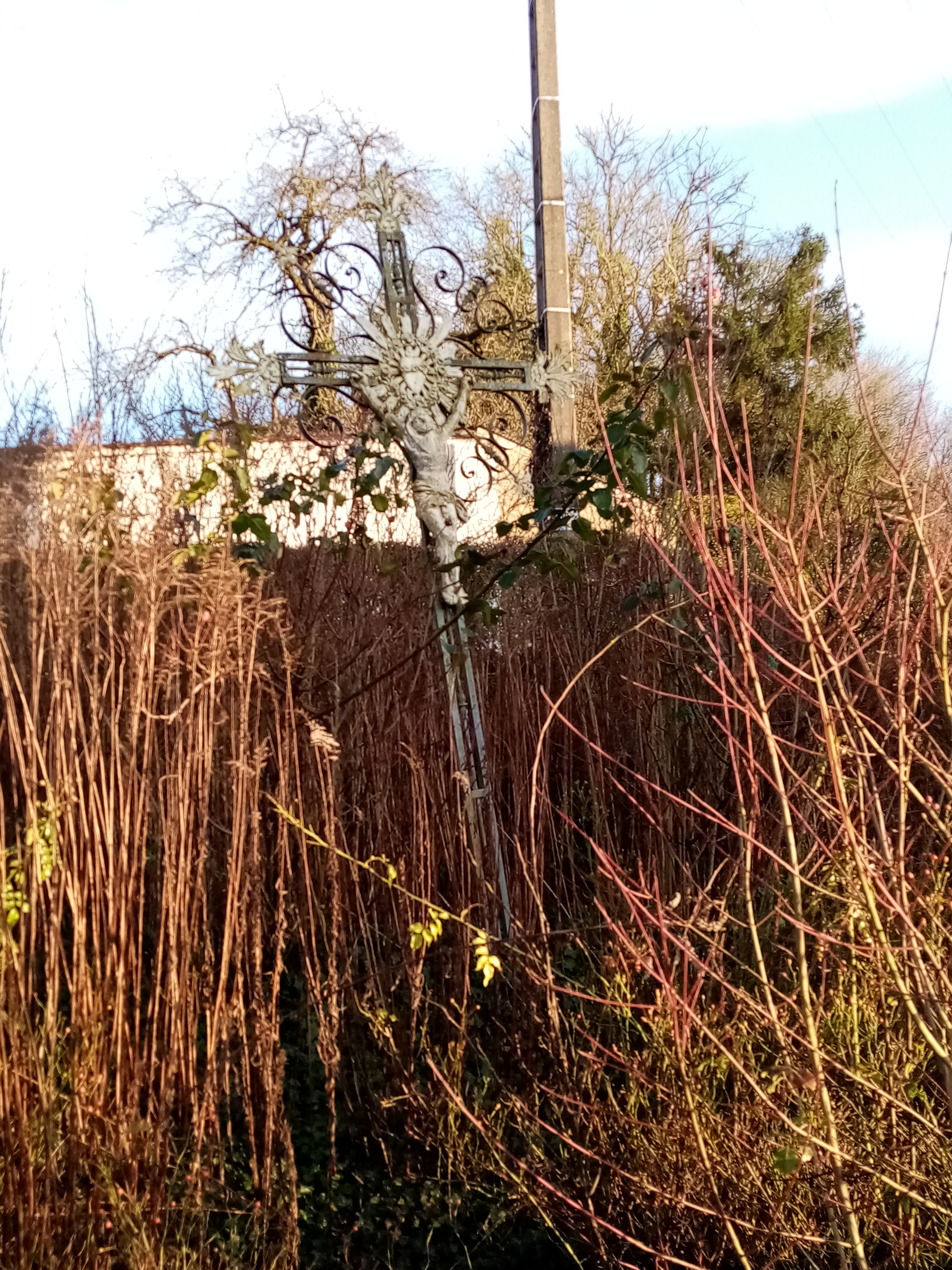
Calvaire à Montrelet.
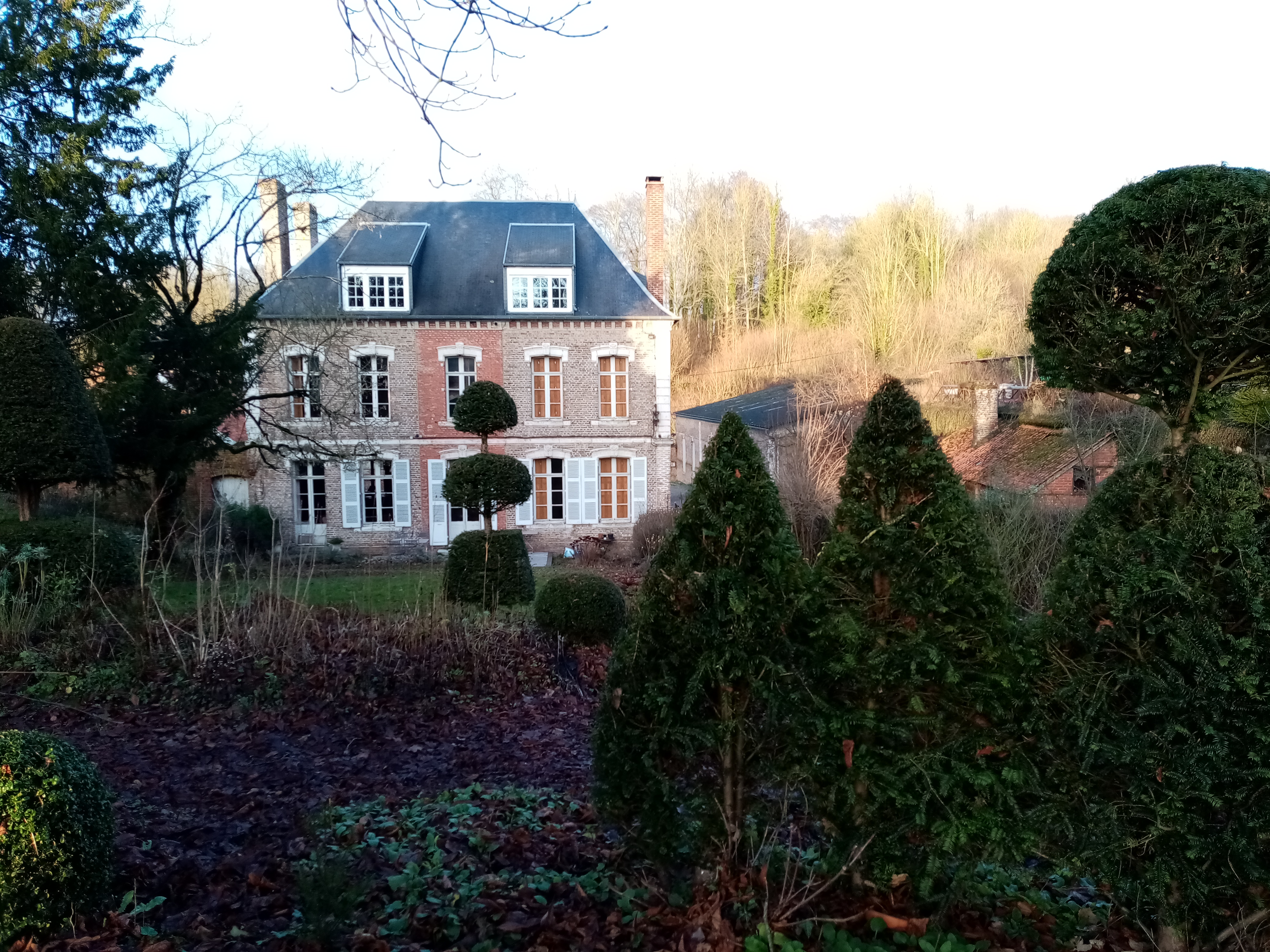
Habitat local.

### Personnalités liées à la commune
- Enguerrand de Monstrelet, chroniqueur bourguignon de la première moitié du XVe siècle.